# Antena 3
|  | Per a altres significats, vegeu «Antena 3 (desambiguació)». |

Antena 3 Television és un canal de televisió privat espanyol, d'àmbit nacional, que emet a la TDT. Està operada per Antena 3 de Televisión. juntament amb altres empreses com Uniprex Onda Cero, Antena 3 Radio, Movierecord o Unipublic. Els seus estudis centrals estan situats a San Sebastián de los Reyes, a la Comunitat de Madrid. Les seves emissions regulars en analògic van començar el 25 de gener de 1990, amb un programa presentat pel periodista Miguel Ángel Nieto, que un mes abans havia presentat l'inici de les emissions en proves (25 de desembre de 1989), essent el primer canal privat espanyol en emetre. Per aquest canal han passat persones com Jesús Hermida, Mercedes Milà, Jesús Vázquez, Constantino Romero, Paula Vázquez, José María Carrascal, Alfonso Arús, Ana Rosa Quintana, Silvia Jato, Olga Viza, Montserrat Domínguez, Alicia Senovilla, Carlos Sobera, María Teresa Campos o Andreu Buenafuente.

## Història

### Inicis: 1989-1992
Antena 3 ja s'havia introduït en el mercat audiovisual durant els anys 1980 mitjançant una cadena de ràdio amb el nom d'Antena 3 Radio i portava anys exercint pressió per a l'obertura de la televisió al territori espanyol.
La seva presència en el panorama televisiu va començar a gestar-se quan el govern va anunciar l'esperat concurs per a atorgar tres llicències de televisió privada l'any 1988 a l'empara de la recent aprovada Llei de Televisió Privada. Per poder assistir a aquest concurs, es va crear la societat Antena 3 de Televisión, presidida per Javier de Godó, amb un capital social de 10.000 milions de pessetes, encapçalada per Antena 3 Radio i La Vanguardia i en què van participar diferents mitjans de premsa escrita, com ara ABC, La Voz de Galicia, El Correo Español, ¡Hola!, Semana, Diez Minutos i Lecturas, empreses diverses com Mercadona, Zara, Orlando, Caja de Ahorros de Zaragoza, bancs i institucions internacionals, i altres accionistes particulars minoritaris.
Després d'obtenir una de les tres llicències atorgades el dia 25 d'agost de 1989, (les altres serien per Gestevisión Telecinco i Sogecable), es va crear Antena 3, que va començar les seves emissions en proves al setembre d'aquest any, per iniciar les emissions regulars el 25 de gener de 1990 amb un informatiu presentat pel periodista José María Carrascal, enmig d'una gran expectació a nivell nacional pel naixement de la televisió privada.
Amb la direcció general del periodista Manuel Martín Ferrand, la falta d'experiència a la televisió de molts dels professionals (la majoria procedents d'Antena 3 Radio) i l'escassetat de mitjans tècnics van repercutir en escassos índexs d'audiència, amb excepcions com la sèrie de ficció Farmacia de guardia l'any 1991.

### L'etapa d'Antonio Asensio: 1992-1997
Durant el juny de 1992 es produeix un canvi en l'accionariat de manera que el Grupo Zeta es converteix en soci majoritari i Antonio Asensio accedeix a la presidència. Es produeix llavors un canvi radical en continguts, professionals, estètica i imatge corporativa.
Els presentadors històricament vinculats a Antena 3 Radio abandonen la cadena i són substituïts per professionals amb llarga experiència en el mitjà televisiu, com Jesús Hermida, Olga Viza, Mercedes Milà, Pepe Navarro, Jesús Quintero, Alfons Arús, Pedro Ruiz o Manuel Campo Vidal. Aquest últim, l'any 1993, va moderar el primer debat electoral televisat a Espanya entre dos candidats a la presidència del Govern: Felipe González i José María Aznar. Progressivament, els índexs d'audiència de la cadena van començar a pujar, fins que a l'abril de 1994 Antena 3 es convertia en la primera televisió privada en ser líder d'audiència a Espanya.
Aquest mateix any, Antena 3 va adquirir els drets d'emissió de la sèrie d'animació Els Simpson, convertida des de llavors en un dels vaixells insígnia de la programació de la cadena.
El 1995 es creava Antena 3 Internacional, amb emissions per Amèrica Llatina.

### L'etapa de Telefónica: 1997-2003
El juliol de 1997 el Grupo Zeta ven la seva participació en l'empresa Telefónica. José María Mas assumeix la presidència i José Manuel Lorenzo la direcció general (fins al 1998, en què s'incorpora a Canal+).
Durant aquesta etapa, Antena 3 es va incorporar al projecte de Vía Digital i va crear la figura del Defensor de l'Espectador, càrrec que va recaure en la periodista Consuelo Álvarez de Toledo.
El 2002 es converteix en la primera cadena privada d'Espanya en retransmetre la Copa del Món de Futbol.

### Època actual: des de 2003
El 2003 l'accionista principal passa a ser el Grupo Planeta. Des de llavors el seu president és José Manuel Lara Bosch i el seu conseller delegat, Maurizio Carlotti (procedent de Telecinco). Cotitza a la borsa des d'octubre de 2003. El setembre del 2003, la cadena estrena la sèrie revelació, Aquí no hay quien viva, amb la qual aconsegueix grans èxits d'audiència superant àmpliament a altres cadenes. La sèrie va ser un autèntic 'boom' i es va convertir en la tercera sèrie més vista de la televisió espanyola, i la segona més vista de la cadena, per darrere de Farmacia de guardia.
El 2005 Antena 3 adquireix els drets per emetre un partit de cada jornada de la Lliga de Campions de la UEFA, des de 2006 fins al 2009, sent el primer operador privat espanyol que emet en obert la màxima competició de clubs de futbol d'Europa, però en la seva primera temporada de cobertura d'aquesta competició, la cadena va rebre crítiques per part de les penyes i els aficionats del València CF en l'únic partit d'aquest club que va retransmetre la cadena, proferint insults diversos, ja que la cadena, que tenia una única elecció setmanal, sempre elegia els partits del FC Barcelona i del Reial Madrid. En la segona temporada va emetre diversos partits del Sevilla FC tot i tenir l'elecció a les mans.
El 2006 la cadena de televisió Telecinco adquireix el 15% de Miramón Mendi, causant el final prematur d'Aquí no hay quien viva. Antena 3 va portar Telecinco a judici, amb l'esperança de recuperar el seu gran èxit, però va ser inútil. Telecinco, per la seva banda, va fer la seqüela d'aquesta anomenada La que se avecina, en què es trobava gran part del repartiment d'Aqui no hay quien viva.
L'1 de juliol de 2008, Silvio González relleva Maurizio Carlotti en el càrrec de Conseller Delegat de la cadena.
Des del 2004 i fins a l'actualitat, segons un estudi de GECA, Antena 3 és la cadena més valorada pels espanyols, i el presentador d'Antena 3 Noticias 2 (Matías Prats Luque) el presentador més valorat.
Pel canal han passat rostres tan coneguts com Jesús Hermida, Mercedes Milà, Jesús Vázquez Martínez, Constantino Romero, Paula Vázquez, José María Carrascal, Alfons Arús, Ana Rosa Quintana, Silvia Jato, Olga Viza, Montserrat Domínguez, Alícia Senovilla, Carlos Sobera, María Teresa Campos o Andreu Buenafuente.

### 3.0, la nova forma de veure televisió
Antena 3 va estrenar el 12 de maig de 2009 a les 22.00 h, coincidint amb l'estrena del primer capítol de la 5a temporada d'El internado, la plataforma "3.0". L'estrena va ser seguida per 3,5 milions d'espectadors i un 18,8% de share.
3.0 és un sistema multiplataforma on es poden veure els continguts d'Antena 3, Neox i Nova de la televisió al telèfon mòbil i a Internet. Això interacciona els canals i les webs del grup, on hi ha informació contínua del que emeten les altres cadenes. 3.0 també ha servit per unificar l'emissió de la publicitat en les cadenes del grup, emetent la publicitat del canal principal als canals de TDT al mateix temps, dotant a aquests blocs de més audiència potencial. Aquest fet ha provocat un augment substancial de la publicitat en els canals digitals del grup, per disgust dels televidents.

### 20è aniversari d'Antena 3
Durant el gener de 2010, amb motiu del 20è aniversari d'Antena 3, el canal va crear un lloc web especial dedicat a l'efemèride, amb una àmplia i variada informació, enquestes als teleespectadors, vídeos recopilatoris, episodis íntegres, capçaleres i homenatges a moltes de les seves produccions i espais que al llarg d'aquests vint anys s'han conformat com a insignes del canal. Algunes d'aquestes enquestes proposades van ser, per exemple, votar per la millor sèrie d'Antena 3 i millor sèrie d'humor d'Antena 3, on els espectadors podien triar lliurement les seves opcions preferides.
També durant el gener de 2010, es va realitzar un programa especial de l'espai Pánico en el plató, conduït per Luis Larrodera, on molts dels rostres del canal (presentadors, actors, etc.) van ser entrevistats en commemoració als seus programes o sèries en les quals van treballar. Algunes d'aquestes personalitats van ser Matías Prats (que per primera vegada, va aparèixer a la televisió amb el seu fill Matías), Concha Cuetos, Constantino Romero, Ángel de Andrés López, Susanna Griso, Jorge Fernández, Cristina Lasvignes o Andrea Duro, entre d'altres.

### 25è aniversari
El gener de 2015 van començar els actes del 25è aniversari de la cadena amb diferents especials i una gala per tancar l'aniversari.

## Plataformes d'emissió

### Televisió Digital Terrestre
Antena 3 va començar les seves emissions digitals el 3 d'abril de 2002, emetent la mateixa programació que en analògic. Aquesta situació es mantindrà fins al 3 d'abril de 2010, quan es produirà l'apagada analògica.
El 30 de novembre de 2005, amb el rellançament de la Televisió Digital Terrestre a Espanya, Antena 3 va canviar de freqüència (del 66 al 69), i es van crear dos nous canals exclusivament digitals, Neox i Nova.
El 3 de novembre de 2008, va començar a les illes Canàries el canal Antena 3 Canarias, a través de la filial Antena 3 TDT Canaries, per continuar la seva programació territorial, ja que el senyal nacional no té possibilitat de desconnexió.

### Televisió per satèl·lit
Antena 3 emet actualment en codificat la seva programació en els satèl·lits Astra i Hispasat, dins de l'operadora Digital+.
Si bé els inicis de la cadena al satèl·lit es remunten a l'any 1994, quan Atresmedia Televisión rep una llicència d'emissió a Hispasat i inaugura Telenoticias, dins de la fracassada plataforma CotelSat. Posteriorment, Antena 3 va incloure la seva programació terrestre al satèl·lit, per integrar-la a la plataforma Vía Digital, juntament amb un canal de notícies, anomenat A3N24, que va desaparèixer el 2005 i actualment emet a través d'Internet amb el nom d'A3 Noticias 24.

### TV per cable i IPTV
Antena 3 està present actualment, per llei, en totes les operadores de cable del país, juntament amb la resta de les cadenes nacionals. També forma part de totes les companyies d'IPTV del país.

### Internet
Antena 3, a través de la filial Antena 3 Multimedia, que gestiona els continguts de les webs del Atresmedia, va crear el portal Teleporlared, en què emeten de manera gratuïta els canals Antena 3 Internacional, Neox, Nova i el canal exclusiu d'internet, hereu d'A3N24, A3 Noticias 24.
Així mateix, el gener de 2007, es va crear el portal Tuclip.com per canalitzar la participació dels espectadors, els quals poden enviar els seus propis vídeos per ser emesos en els programes de la cadena.
El 13 de març de 2007 es va convertir en la segona cadena d'Europa -la primera de caràcter privat- amb un canal propi al portal YouTube. El juliol de 2008, 16 mesos després de la seva posada en marxa, la cadena va fer públic que els seus continguts a aquest canal superaven els 35 milions de reproduccions.
Durant l'octubre de 2008, com a complement als seus canals TuClip i Tu canal TV, es va posar el marxa el portal Antena 3 Videos, que ofereix la possibilitat de veure els últims capítols emesos de les sèries de producció pròpia i alguns programes, i que actualment és un dels pilars del sistema 3.0.

### Telefonia mòbil
El 17 de setembre de 2008 Antena 3 va anunciar un acord amb l'operador de telefonia mòbil Vodafone per a emetre tota la seva programació -llevat de les retransmissions esportives i la ficció estrangera- a través de telèfons de tercera generació. D'aquesta manera, Antena 3 es converteix en la primera cadena de televisió generalista a Espanya en emetre íntegrament la seva programació en directe a través del mòbil. A més d'aquest senyal, Vodafone té previst oferir el canal A3 Noticias 24 i Series Antena 3, dedicat a l'emissió de les produccions de la cadena.

## Audiències
Evolució de la quota de pantalla mensual, segons els mesuraments d'audiència elaborats a Espanya per TNS. Estan en negreta i en verd els mesos en què va ser líder d'audiència.
|      | Gener  | Febrer    | Març   | Abril  | Maig   | Juny   | Juliol | Agost     | Setembre | Octubre | Novembre | Desembre | Mitjana anual |
| ---- | ------ | --------- | ------ | ------ | ------ | ------ | ------ | --------- | -------- | ------- | -------- | -------- | ------------- |
| 1990 | 1,2 %* | 2,4 %     | 2,6 %  | 2,2 %  | 2,8 %  | 3,7 %  | 3,8 %  | 4,2 %     | 4,8 %    | 4,7 %   | 6,0 %    | 7,1 %    | 3,8 %**       |
| 1991 | 7,6 %  | 8,3 %     | 8,8 %  | 9,5 %  | 9,9 %  | 9,5 %  | 10,2 % | 11,7 %    | 11,2 %   | 10,8 %  | 11,7 %   | 11,8 %   | 10,1 %        |
| 1992 | -      | -         | -      | -      | 13,7 % | 14,8 % | -      | -         | 18,0 %   | 17,6 %  | 18,6 %   | 19,2 %   | 14,7 %        |
| 1993 | 17,8 % | 17,9 %    | 17,6 % | 17,3 % | 18,0 % | 18,6 % | 21,5 % | 24,5 %    | 24,5 %   | 23,9 %  | 25,2 %   | 26,8 %   | 21,1 %        |
| 1994 | 24,9 % | 24,4 %    | 24,9 % | 27,3 % | 27,8 % | 26,5 % | 22,8 % | 25,0 %    | 26,1 %   | 26,8 %  | 26,1 %   | 25,6 %   | 25,7 %        |
| 1995 | 25,5 % | 25,0 %    | 25,4 % | 27,4 % | 25,8 % | 26,1 % | 25,2 % | 26,2 %    | 26,5 %   | 26,9 %  | 26,0 %   | 25,8 %   | 26,0 %        |
| 1996 | 25,9 % | 25,6 %    | 24,3 % | 24,3 % | 24,3 % | 25,8 % | 24,5 % | 25,0 %    | 25,8 %   | 25,7 %  | 24,3 %   | 24,1 %   | 25,0 %        |
| 1997 | 23,5 % | 22,5 %    | 23,6 % | 23,3 % | 22,4 % | 22,1 % | 21,1 % | 22,5 %    | 23,6 %   | 23,0 %  | 22,5 %   | 22,4 %   | 22,7 %        |
| 1998 | 22,6 % | 23,2 %    | 23,3 % | 23,0 % | 23,2 % | 22,7 % | 23,9 % | 23,4 %    | 21,8 %   | 21,6 %  | 22,2 %   | 23,0 %   | 22,8 %        |
| 1999 | 22,4 % | 22,4 %    | 23,5 % | 23,1 % | 22,4 % | 22,8 % | 23,0 % | 21,0 %    | 22,3 %   | 22,3 %  | 23,4 %   | 23,8 %   | 22,8 %        |
| 2000 | 23,3 % | 22,7 %    | 22,3 % | 21,6 % | 20,0 % | 21,0 % | 20,0 % | 21,0 %    | 21,6 %   | 21,1 %  | 22,1 %   | 21,4 %   | 21,5 %        |
| 2001 | 20,9 % | 20,6 %    | 20,3 % | 19,9 % | 19,8 % | 20,3 % | 21,1 % | 21,1 %    | 20,3 %   | 20,4 %  | 20,5 %   | 20,2 %   | 20,4 %        |
| 2002 | 20,5 % | 19,8 %    | 21,9 % | 21,4 % | 19,4 % | 22,3 % | 19,3 % | 20,6 %    | 19,6 %   | 19,1 %  | 19,3 %   | 19,3 %   | 20,2 %        |
| 2003 | 19,2 % | 20,4 %    | 19,6 % | 18,8 % | 19,0 % | 19,5 % | 19,9 % | 20,2 %    | 19,8 %   | 18,7 %  | 19,2 %   | 19,9 %   | 19,5 %        |
| 2004 | 19,7 % | 20,6 %    | 19,9 % | 19,7 % | 20,0 % | 21,7 % | 21,1 % | 20,8 %    | 21,4 %   | 22,3 %  | 21,4 %   | 21,3 %   | 20,8 %        |
| 2005 | 21,1 % | 21,3 %    | 20,8 % | 20,2 % | 20,2 % | 20,6 % | 21,0 % | 22,0 %    | 21,5 %   | 21,9 %  | 21,8 %   | 22,7 %   | 21,3 %        |
| 2006 | 21,9 % | 21,1 %    | 20,3 % | 20,6 % | 19,9 % | 18,2 % | 18,7 % | 18,6 %    | 18,0 %   | 18,3 %  | 18,7 %   | 18,2 %   | 19,4 %        |
| 2007 | 18,2 % | 18,4 %    | 18,2 % | 17,5 % | 17,5 % | 17,4 % | 17,6 % | 18,0 %    | 16,2 %   | 16,2 %  | 16,9 %   | 17,1 %   | 17,4 %        |
| 2008 | 16,9 % | 16,8 %    | 15,9 % | 16,3 % | 16,0 % | 14,9 % | 16,0 % | 15,6 %    | 15,8 %   | 15,8 %  | 16,4 %   | 16,1 %   | 16,0 %        |
| 2009 | 15,5 % | 15,3 %    | 15,2 % | 15,3 % | 15,2 % | 15,0 % | 15,4 % | 14,8 %    | 13,8 %   | 13,8 %  | 13,8 %   | 13,7 %   | 14,7 %        |
| 2010 | 12,8 % | 12,6 %    | 12,2 % | 11,5 % | 11,9 % | 11,6 % | 11,2 % | 11,0 %    | 10,9 %   | 11,4 %  | 11,3 %   | 11,6 %   | 11,7 %        |
| 2011 | 11,6 % | 11,3 %    | 11,3 % | 11,1 % | 10,6 % | 11,0 % | 10,7 % | 11,3 %    | 11,9 %   | 12,1 %  | 12,8 %   | 12,4 %   | 11,5 %        |
| 2012 | 12,4 % | 12,2 %    | 12,4 % | 12,2 % | 12,0 % | 11,8 % | 12,5 % | 11,1 %    | 12,7 %   | 13,1 %  | 13,9 %   | 12,8 %   | 12,5 %        |
| 2013 | 13,6 % | 13,2 %    | 13,1 % | 13,0 % | 13,0 % | 12,9 % | 13,0 % | 12,6 %    | 13,5 %   | 13,6 %  | 14,1 %   | 14,5 %   | 13,4 %        |
| 2014 | 14,1 % | 14,0 %    | 14,2 % | 13,0 % | 13,7 % | 13,1 % | 13,2 % | 13,5 %    | 13,6 %   | 13,7 %  | 13,6 %   | 13,3 %   | 13,6 %        |
| 2015 | 13,8 % | 13,2 %    | 13,4 % | 13,9 % | 13,0 % | 13,1 % | 12,6 % | 13,0 %    | 13,4 %   | 14,0 %  | 14,3 %   | 13,4 %   | 13,4 %        |
| 2016 | 13,5 % | 13,1 %    | 12,8 % | 13,0 % | 13,4 % | 11,9 % | 12,1 % | 11,8 %    | 12,3 %   | 12,6 %  | 13,3 %   | 13,3 %   | 12,8 %        |
| 2017 | 13,3 % | 13,4 %    | 13,2 % | 12,5 % | 12,5 % | 12,1 % | 11,3 % | 11,5 %    | 11,6 %   | 11,9 %  | 12,0 %   | 11,7 %   | 12,3 %        |
| 2018 | 12,3 % | 12,9 %*** | 12,4 % | 12,4 % | 12,5 % | 11,1 % | 11,4 % | 12,1 %    | 12,3 %   | 12,5 %  | 12,7 %   | 12,6 %   | 12,3 %        |
| 2019 | 13,8 % | 13,1 %    | 12,2 % | 11,7 % | 11,5 % | 11,6 % | 11,1 % | 11,2 %    | 11,3 %   | 11,3 %  | 10,9 %   | 10,6 %   | 11,7 %        |
| 2020 | 11,7 % | 11,8 %    | 11,5 % | 10,8 % | 11,0 % | 11,2 % | 11,0 % | 11,4 %    | 12,7 %   | 12,8 %  | 12,8 %   | 13,2 %   | 11,8 %        |
| 2021 | 13,6 % | 14,3 %    | 14,4 % | 13,8 % | 14,0 % | 13,4 % | 13,1 % | 13,1 %*** | 14,2 %   | 13,7 %  | 14,4 %   | 13,8 %   | 13,8 %        |
| 2022 | 14,0 % | 14,4 %    | 14,4 % | 13,6 % | 13,6 % | 13,7 % | 13,6 % | 13,4 %    | 14,0 %   | 14,1 %  | 14,3 %   | 13,5 %   | 13,9 %        |
| 2023 | 14,2 % | 14,2 %    | 14,1 % | 12,9 % | 13,5 % | 13,5 % | 12,9 % | 11,9 %    | 13,0 %   | 12,9 %  | 13,0 %   | 12,7 %   | 13,3 %        |
| 2024 | 13,0 % | 13,1 %    | 12,6 % | 13,4 % | 13,3 % | 12,4 % | 11,5 % | 11,1 %*** | 12,8 %   | 12,7 %  | 12,6 %   | 12,3%    | 12,6%         |
| 2025 | 12,6 % | 12,8 %    | 12,5 % | 12,5 % | 13,3 % | 13,1 % | 13,0 % |           |          |         |          |          |               |

* Màxim històric | ** Mínim històric

## Canals germans
En televisió, Atresmedia agrupa per a l'emissió dins de territori espanyol dos canals generalistes i altres cinc temàtics. El grup també compta amb un canal autonòmic a les Illes Canàries, un canal local en diverses ciutats i un canal internacional. Totes les cadenes es poden veure a través de TDT, plataformes de satèl·lit o cable. Els canals són:
| Logotip    | Descripció |
| ---------- | --- |
| laSexta    | laSexta: És el segon canal generalista del grup que es compon d'una programació generalista, encara que amb especial presència de programes d'humor i entreteniment, programes d'informació i actualitat, sèries nord-americanes i retransmissions esportives.                   |
|            | Neox: És un canal temàtic orientat a un públic jove i urbà, amb una programació diària de sèries de ficció nacional i estrangera, programes d'entreteniment i l'emissió de cinema en els contenidors Cine Neox i Cinematrix.                                                     |
| Nova       | Nova: És un canal temàtic la programació diària està orientada cap al públic femení convencional i la programació dels caps de setmana, cap a un públic més familiar. El canal emet sèries, telenovel·les, programes, cinema i redifusions de continguts de més èxit d'Antena 3. |
| Mega       | Mega: És un canal temàtic orientat al públic masculí (tant modern com clàssic), amb sèries que han tingut èxit en la seva emissió a la cadena matriu (Antena 3), redifusions, espais de producció pròpia, humor, esport i cinema.                                                |
| Atreseries | Atreseries: És un canal temàtic en alta definició, amb sèries que han tingut èxit en la seva emissió a la cadena matriu (Antena 3), redifusions, espais de producció pròpia i cinema.                                                                                            |